# Varanodon
Varanodon is een geslacht van uitgestorven tetrapoden dat behoort tot de Synapsida. Het leefde in het Vroeg- tot Midden-Perm (ongeveer 275 - 270 miljoen jaar geleden) en zijn fossiele overblijfselen zijn gevonden in Noord-Amerika.

## Naamgeving
De typesoort Varanodon agilis werd in 1965 benoemd door Everett Claire Olson. De geslachtsnaam betekent 'varanentand'. De soortaanduiding betekent 'wendbaar' in het Latijn.
Het holotype is FMNH UR 986, een bijna compleet skelet met schedel gevonden in de Chickashaformatie van Oklahoma. Het mist het bekken, een achterpoot en de staartpunt van de tiende wervel af.

## Beschrijving
Varanodon was ongeveer honderdtwintig tot honderdveertig centimeter lang, en had relatief lange en slanke poten.
Het fossiel laat zien dat de schedel mogelijk een soort anteorbitaal venster had, een kenmerk dat andere soortgelijke dieren misten en juist typisch is voor de Archosauria. Het is daarom mogelijk dat dit venster te wijten was aan de slechte conservering van het exemplaar. De schedel was ongeveer zeventien centimeter lang. De snuit was spits met een bol bovenprofiel. De oogkassen waren groot. De achterzijde helde sterk naar voren, zodanig dat het kaakgewricht ver achter de tandenrij uitstak. De onderkaak was laag en langer dan de schedel en er was een groot slaapvenster, dat vooral onderaan lang was. De tanden waren lang en dun, het langst onder de oogkas, en sterk naar achteren hellend.
De halswervels waren vrij kort maar hoog, wat wijst op sterke nekspieren. De pijpbeenderen waren over het algemeen sterk: de ellepijp en het spaakbeen waren sterk gezwollen, de pols goed verbeend, het dijbeen had de vorm van een zandloper, en het scheenbeen en kuitbeen waren vrij robuust.

## Fylogenie
Aanvankelijk werd de geologische ouderdom gezien als het begin van het Laat-Perm, maar recentere onderzoeken zouden dat in het Vroeg- (Kungurien) of Midden- (Roadien) Perm veranderen.
Varanodon wordt beschouwd als een afgeleide vertegenwoordiger van de varanopiden, een groep kleine tot middelgrote basale synapsiden, waarschijnlijk gelegen nabij de evolutionaire lijn die tot zoogdieren leidde. Fylogenetische analyses geven aan dat het een afgeleide vorm is, geplaatst in de deelgroep Varanodontinae, die ook Varanops, Tambacarnifex en Aerosaurus omvat. De vorm die het meest lijkt op Varanodon, schijnt de grote Watongia te zijn geweest (Berman et alii, 2013).